# Campanha presidencial de Hillary Clinton em 2016
A Campanha presidencial de 2016 de Hillary Rodham Clinton, a 67ª Secretária de Estado dos Estados Unidos, foi lançada através do YouTube em 12 de abril de 2015. Hillary Clinton, casada com o ex-Presidente dos Estados Unidos Bill Clinton, foi também Senadora pelo Estado de Nova Iorque de 2001 a 2009 antes de integrar o Gabinete Obama. Após a derrota nas primárias do Partido Democrata para Barack Obama em 2008, o ano de 2016 marca a segunda campanha presidencial de Clinton.
O principal rival de Clinton nas primárias do partido foi o senador Bernie Sanders, de Vermont. Durante as primárias eleitorais, Clinton recebeu maior apoio dos idosos, mulheres e das minorias afro-americana e latina. A candidata focou sua plataforma de governo em questões diversas, incluindo a expansão dos direitos raciais e das mulheres e o aprimoramento do sistema saúde pública no país.
Em 6 de junho de 2016, a agência de notícias Associated Press declarou Hillary Clinton como "a presumível candidata" do Partido Democrata, após a política ter alcançado o mínimo de delegados do partido. Em 12 de julho, Sanders apoiou formalmente sua candidatura à Casa Branca. Os delegados votaram na Convenção Nacional Democrata, que ocorreu entre 25 e 28 de julho e durante a qual Clinton anunciou o senador Tim Kaine como o candidato a Vice-presidente. Ambos foram oficializados como candidatos democratas em 26 de julho de 2016.

## Antecedentes

### Campanha presidencial em 2008
Em 20 de janeiro de 2007, Clinton havia anunciado sua pretensão de concorrer à presidência dos Estados Unidos nas eleições seguintes. Lançando-se antecipadamente na disputa, foi considerada a candidata favorita do Partido Democrata e passou a buscar desde cedo o apoio dos partidários. Clinton liderou parte da pré-candidatura até ser superada pelo então senador Barack Obama nas primária da Carolina do Sul. Na disputa que se seguiu, durante a qual recebeu mais de 18 milhões de votos, Clinton perdeu a nomeação para Obama, que veio a derrotar o republicano John McCain na eleição presidencial.

### Após a eleição de 2008

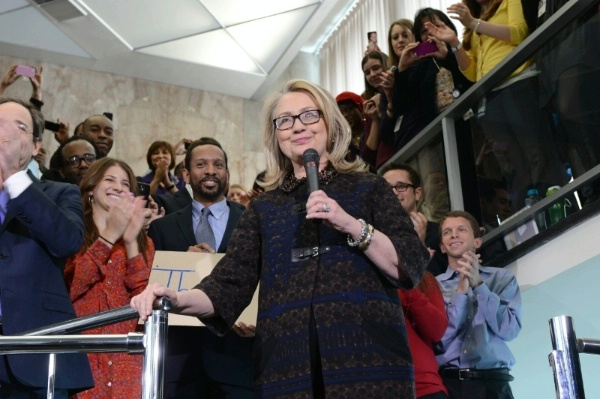
Hillary Clinton discursa aos funcionários do Departamento de Estado em seu último dia no cargo, 1 de fevereiro de 2013.

Logo após encerrar sua campanha eleitoral de 2008, surgiram rumores de uma possível campanha em 2012 ou 2016. Após deixar o cargo de Secretária de Estado em 2013, Clinton causou rumores na mídia ao definir sua ocupação como "TBD" (algo como "a ser definido") nas redes sociais. Neste período, a ex-senadora dedicou-se a discursar e palestrar em várias organizações nos Estados Unidos.
Antecipando uma possível campanha, um "modelo de campanha" passou a ser moldado a partir de 2014, incluindo um amplo painel de doações, pesquisas de opinião, o comitê de ação "Ready for Hillary" ("Pronto para Hillary"), entre outros projetos.
Em setembro de 2013, entre contínuas especulações por parte da imprensa, Clinton declarou considerar uma campanha eleitoral futura. No final do mesmo ano, em entrevista à Barbara Walters, Clinton levantou a hipótese de reconsiderar a proposta no ano seguinte. No ano seguinte, novamente na ABC, desta vez em entrevista à Diane Sawyer, a candidata democrata afirmou que iria "tomar a decisão brevemente".

### Expectativas
De acordo com pesquisas de opinião pública realizadas no início de 2015, Clinton foi considerada a favorita à nomeação do Partido Democrata para 2016. A democrata havia ganho maior apoio de setores importantes do partido, em comparação à sua campanha anterior, em 2008, apesar de enfrentar outros nomes de grande influência no cenário político presente; um dos candidatos especulados pela imprensa foi o atual Vice-presidente Joe Biden.
Ainda segundo as pesquisas, Clinton possui uma imagem altamente reconhecida em todo o país, uma estimativa de 99% (somente 11% de todos os eleitores afirmaram não conhecer o suficiente sobre a candidata) e de acordo com a líder de pesquisas do Partido Democrata, Celinda Lake, Clinton possui maior apoio de afro-americanos e mulheres de formação educacional superior.
Na edição de 2015 da notória lista das "100 Pessoas Mais Influentes", publicada anualmente pela revista Time, Clinton teceu elogios à senadora Elizabeth Warren, também considerada uma potencial adversária nas primárias do partido, por ser uma "campeã progressista". Desde então, Warren passou a afirmar constantemente que não estava a concorrer ou planejar uma campanha presidencial.

## Início de campanha

### Anúncio

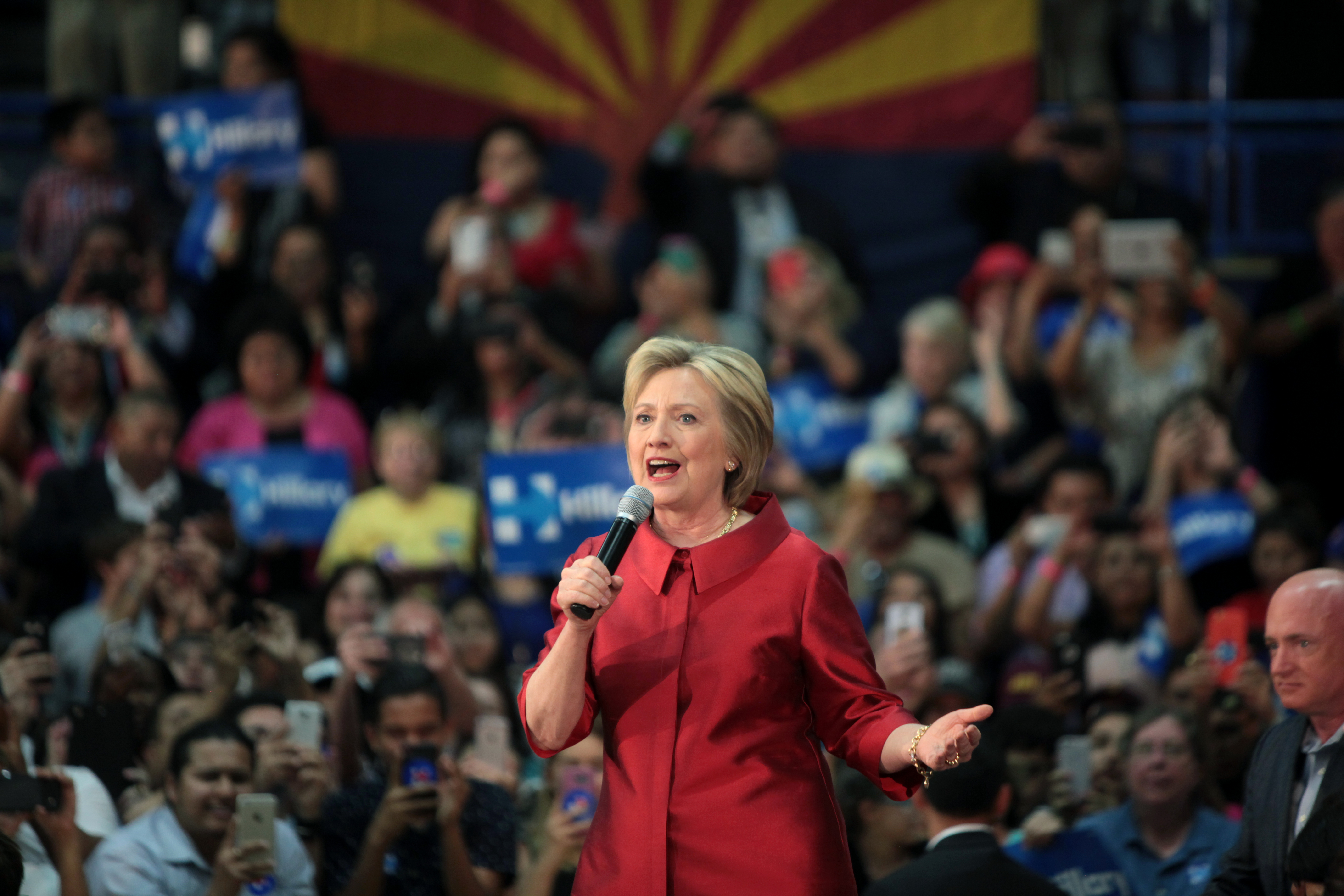
Hillary Clinton discursando em evento da campanha em Phoenix, Arizona.

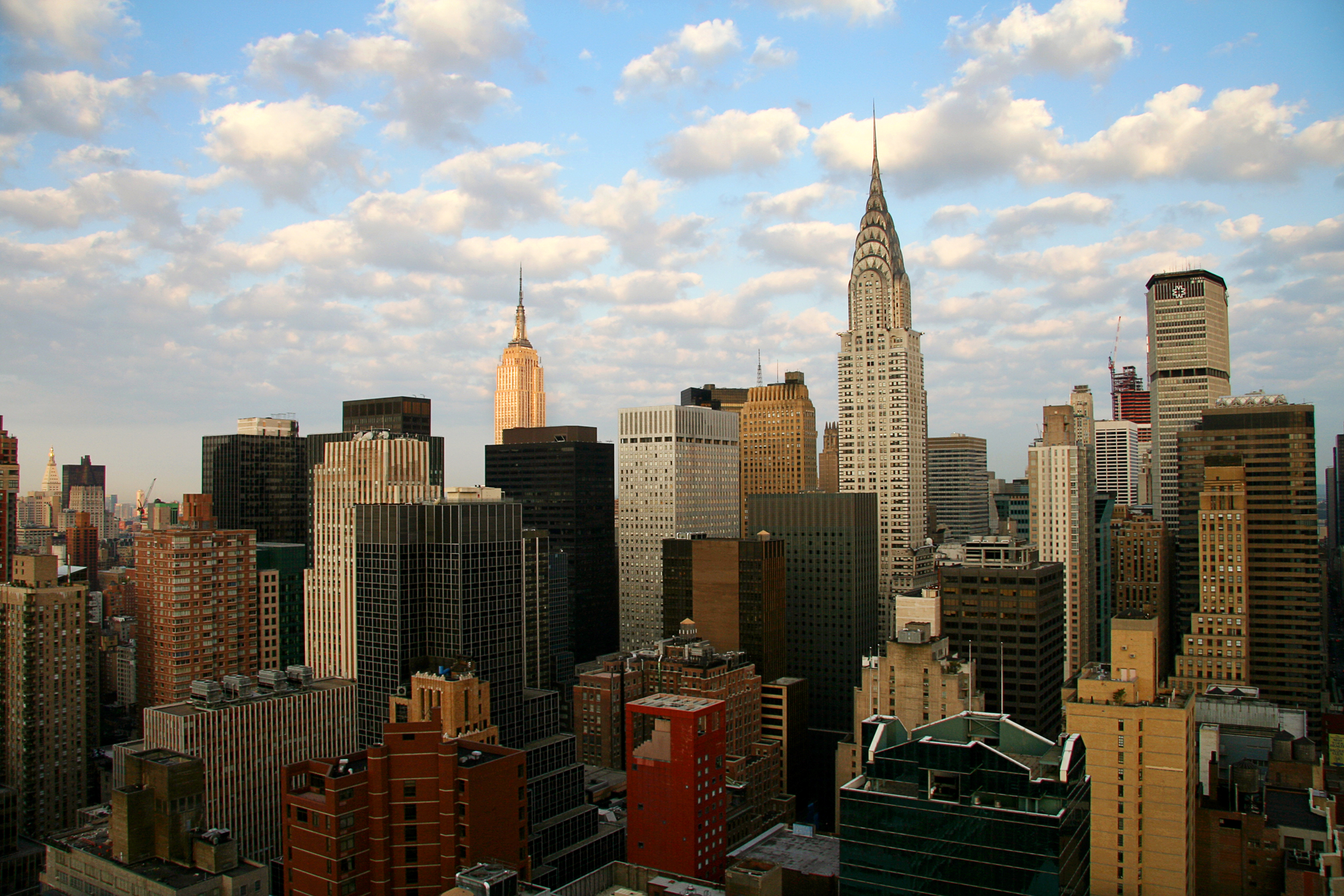
Clinton escolheu Nova Iorque como sede e ponto de partida de sua campanha em 2016.

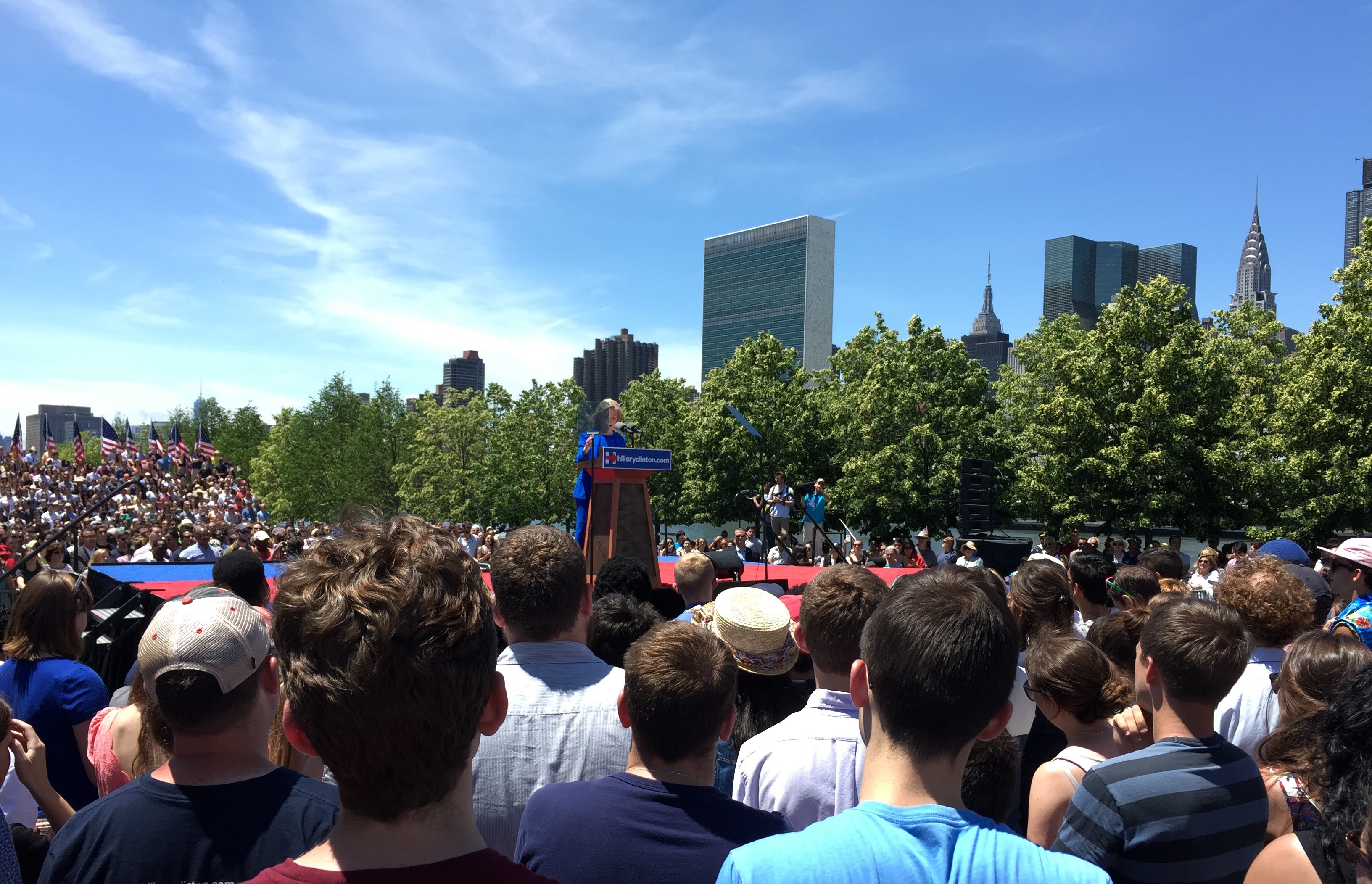
O primeiro comício da campanha de Clinton em 2016, na Roosevelt Island. Ao fundo: Sede da ONU, Empire State Building e Chrysler Building.

A campanha de Clinton foi planejada para um anúncio mais tardio, possivelmente em julho.
Em 3 de abril de 2015, foi divulgado que Clinton havia organizado um pequeno escritório no Brooklyn, Nova Iorque. Foi amplamente especulado se o espaço serviria como sede de campanha. Morgan Stanley possui um escritório no mesmo prédio, que também abriga um escritório de advocacia de Loretta Lynch, Procuradora-geral dos Estados Unidos.
Em 12 de abril de 105, Clinton lançou um vídeo no YouTube anunciando formalmente sua candidatura por e-mail. A democrata afirmou que "todos os dias, os americanos precisam de um campeão" e que ela seria "esse campeão". Na semana seguinte ao anúncio, Clinton viajou para alguns estados, como Iowa e Nova Hampshire. Clinton foi a terceira candidata com apoio nas pesquisas nacionais a anunciar sua candidatura, após os republicanos Ted Cruz e Rand Paul, enquanto o senador Marco Rubio anunciou sua candidatura no dia seguinte. Alguns democratas viram a proximidade de data de anúncio das duas campanhas como "vantajosa".

### Viagem inicial
Clinton iniciou sua campanha realizando pequenas viagens aos estados das primárias. Logo após seu anúncio, a candidata democrata empreendeu uma viagem de dois dias a bordo de um Chevrolet Express personalizado, apelidado de "Máquina Mistério" pela imprensa popular (em referência a Scooby-Doo), indo de Nova Iorque a Iowa e realizando paradas estratégicas ao longo do trajeto. Houve inclusive uma parada em uma unidade da rede Chipotle Mexican Grill em Toledo, Ohio, na qual Clinton não foi reconhecida pelos atendentes. A viagem ganhou grande notoriedade da imprensa internacional, sendo reportado pelos opositores como parte de um "teatro político".
Ao longo do primeiro mês de campanha, Clinton respondeu poucas vezes à imprensa. Durante suas visitas aos estados das primárias, a candidata não realizou nenhuma coletiva de imprensa ou participou de programas televisivos. Em maio de 2015, após 28 dias em campanha, Clinton respondeu algumas perguntas de repórteres em Cedar Rapids, Iowa. A equipe de campanha anunciou que Clinton faria paradas adicionais na Flórida, Texas e Missouri em maio e junho daquele ano.

### Comício inicial
Clinton realizou seu primeiro grande comício em 13 de junho de 2015, no Parque Franklin D. Roosevelt, na Roosevelt Island, Nova Iorque. Em seu discurso, a candidata democrata abordou a desigualdade de renda nos Estados Unidos, defendendo especialmente o investimento em pré-escolas, licença parental remunerada, maiores direitos salariais às mulheres, maior acesso às universidades e incentivos às empresas que cultivam o programa de participação nos lucros. Por outro lado, foram deixados de lado temas como acordos de livre comércio.
Dados oficiais da campanha contabilizaram cerca de cinco mil espectadores no evento, apesar dos levantamentos divulgados pela imprensa serem um pouco abaixo destes.

## Programa de governo
Clinton têm focado sua campanha nos interesses das classes emergentes, a expansão dos direitos femininos, a instituição da reforma do programa de financiamento de campanha e no aprimoramento da Lei de Proteção e Cuidado ao Paciente, conhecido popularmente como "Obamacare".
Em março de 2016, foi lançado um detalhado plano econômico, o qual o jornal The New York Times considerou "otimista" e "abrangente". Baseando sua filosofia econômica no capitalismo inclusivo, Clinton propôs uma "recuperação" que iria rescindir benefícios fiscais para empresas que movimentem postos de trabalho para o exterior; provendo incentivos para empresas que partilham lucros com funcionários, comunidade e meio ambiente, ao invés de concentrar os lucros de curto prazo para aumentar o valor das ações e gratificar acionistas. Clinton se opõe à Parceria Transpacífico, apoia o Export-Import Bank e defende que "qualquer acordo comercial deve gerar empregos, ampliar a prosperidade e garantir a segurança" do país.
Dado o quadro de doações ilimitadas às campanhas após decisão da Suprema Corte, Clinton têm defendido uma emenda constitucional limitando o que chama de "finanças incontáveis" na política. Em julho de 2016, a democrata se disse "comprometida" a introduzir uma emenda constitucional anulando a decisão da Suprema Corte.

Logotipo alternativo da campanha de Clinton, publicado nas mídias sociais da candidata em apoio aos movimentos LGBT.

| Posições políticas de Hillary Clinton |
| Democracia ()                         |
| Liberdade religiosa ()                |
| União de pessoas do mesmo sexo ()     |
| Descriminalização de drogas ()        |
| Aborto () (Pró-escolha)               |
| Reforma orçamentária (–)              |
| Corte de taxas ()                     |
| Política de controle de armas ()      |
| Reforma imigratória ()                |

## Estratégia e táticas

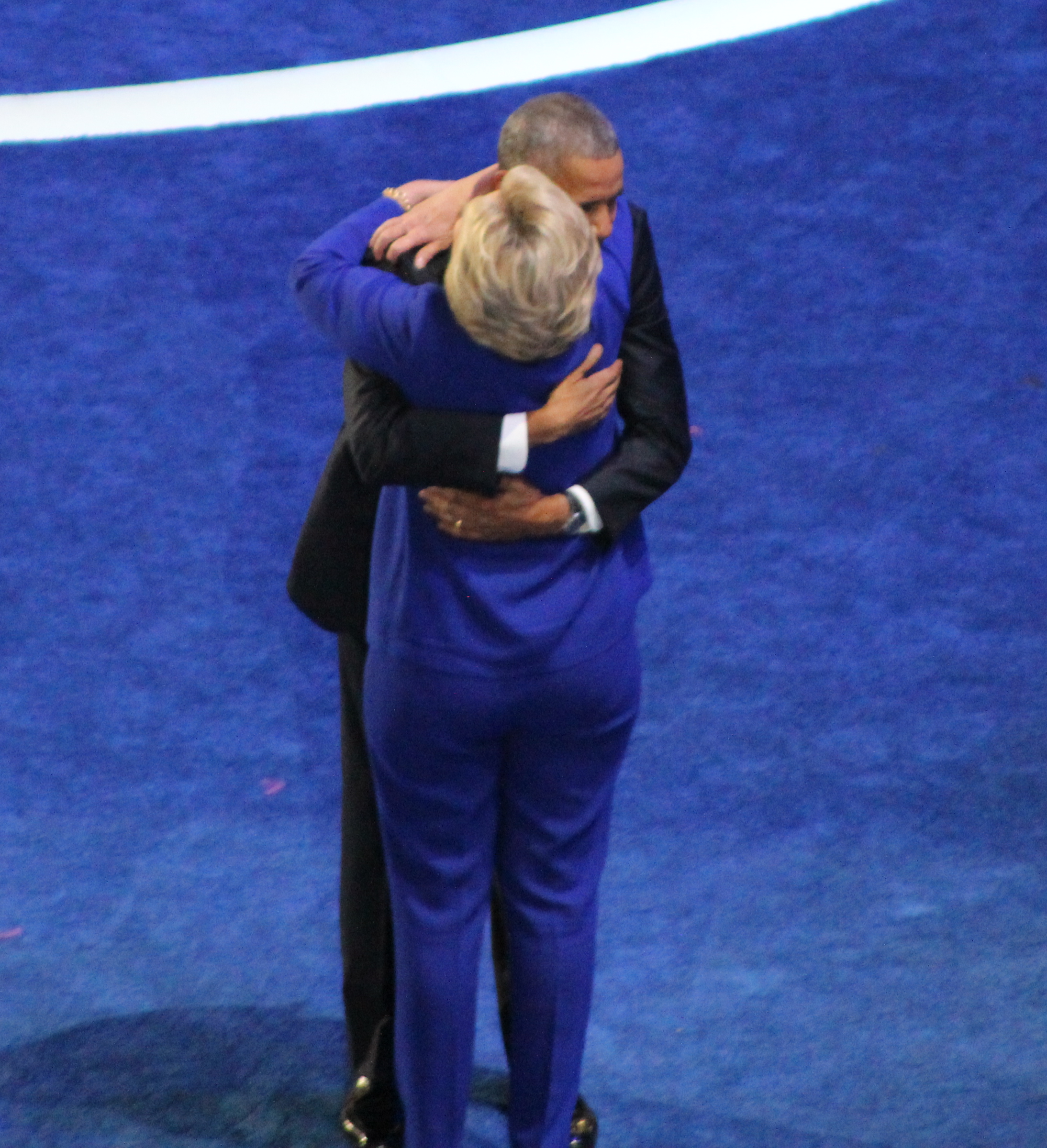
Barack Obama e Hillary Clinton durante a Convenção Nacional Democrata, julho de 2016

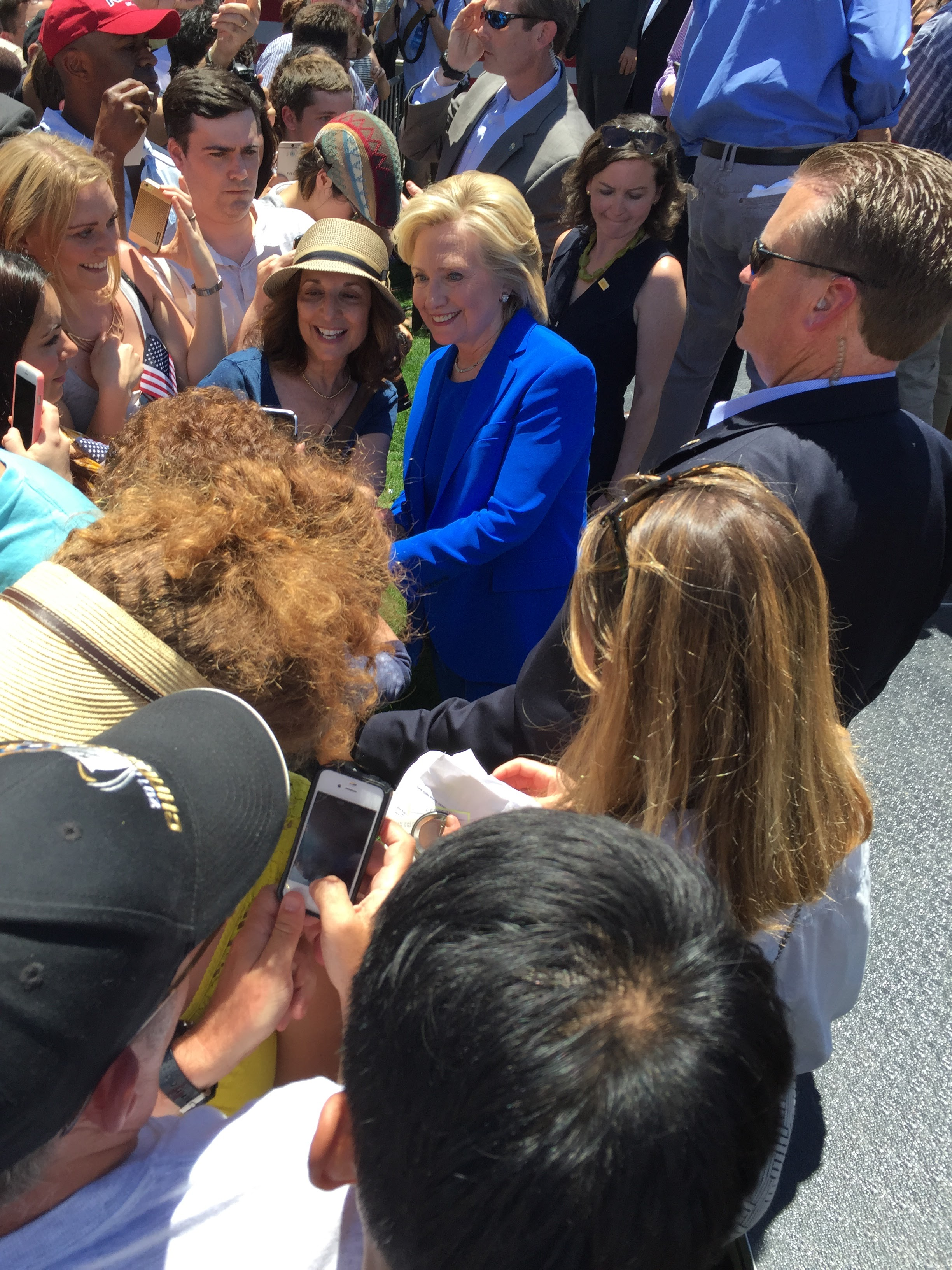
Hillary Clinton posa para selfie junto a eleitora, junho de 2016.

Os estrategistas da campanha de Clinton provavelmente creem que uma campanha liberal forte mobilizaria os mesmos eleitores que levaram Barack Obama à vitória em 2008 e em 2012. Sua estratégia de abraçar as políticas adotados por Obama foi muito bem aceita pelos eleitores democratas afro-americanos nas primárias da Carolina do Sul.
Em março de 2016, a indicação de Clinton procedeu da mesma forma, sendo os esforços concentrados então em organizar uma campanha forte contra Donald Trump, o então provável candidato republicano, e determinar como gerar entusiasmo por Clinton entre o eleitorado democrata, que não havia sido expressivo nas primárias.
Clinton iniciou sua campanha com aprovação razoável entre os eleitores, tendo sido Primeira-dama, senadora e Secretária de Estado antes de candidatar-se.

### Foco em questões locais
Quando a campanha de Clinton se dirige a um estado específico, como o Mississippi por exemplo, a candidata se identifica com as questões de interesse do eleitorado local. Por exemplo, no Mississippi, Clinton expressou sua posição sobre os níveis de chumba na água distribuída em Jackson, o que é um assunto de extrema repercussão na região. Em outros estados onde outros tópicos predominam, Clinton busca tratá-las com ênfase em seus comícios.

### Ênfase em experiência
Ao decorrer de sua campanha, Clinton têm enfatizado sua experiência e alcances na vida pública, particularmente quando à frente do Departamento de Estado. Clinton também têm enfatizado a "necessidade de calma, firmeza, liderança experiente na Casa Branca" em temos de incerteza, assim como a necessidade de manter as alianças norte-americanas no Atlântico e ao redor do mundo.

### Relação com a imprensa
Clinton possui uma apreensiva e, frequentemente, adversa relação com a imprensa ao longo de sua vida pública. Semanas antes de sua oficialização como candidata democrata à Casa Branca, Clinton participou de um evento corporativo midiático, assinalando uma mudança no que ela própria intitula de "complicada" relação com jornalismo político. Clinton foi inicialmente criticada pela imprensa por evitar determinadas perguntas, tendo concedido entrevistas após.

## Equipe

### Equipe de campanha
Robby Mook atua como o gerente da campanha, sendo o primeiro homossexual a ocupar o cargo em uma eleição presidencial estadunidense.
Stephanie Hannon serve como chefe do setor de tecnologias, senda a primeira mulher a desenvolver a função em uma eleição presidencial estadunidense.
O pessoal da equipe inclui John Podesta, como chefe da campanha, Joel Benenson como chefe estrategista, Jennifer Palmieri como diretora de comunicações e Amanda Renteria como diretora de política. Huma Abedin, antiga apoiadora de Clinton, é a vice-dirigente da campanha e permanece na posição há anos, em muitas das campanhas eleitorais de Clinton. Os donativos de campanha são coordenados por Dennis Cheng como diretor de finanças para a campanha a nível nacional.

## Controvérsias

### Uso de e-mails
A partir de março de 2015, Hillary Clinton tornou-se manchete dos principais veículos de comunicação em todo o mundo. O motivo foi o alegado uso de contas privadas de e-mail para acesso de informações pessoais enquanto Secretária de Estado.  Foram levantadas questões sobre a preservação dos e-mails e possibilidade de infração de algumas leis de segurança do país. Aproximadamente 2 mil e-mails contidos no servidor de Clinton foram reclassificados quando o Departamento de Estado os revisou. Foram encontrados 65 e-mails classificados como "Secreto" e mais de 20 contendo informação "Ultra Secreta", o restante era classificado como "Confidencial". A política do governo é de que as informações deveriam ser consideradas e administradas como "Classificadas" mesmo que não estivessem marcadas para tal. Após alegações violação de alguns e-mails, o FBI iniciou uma investigação sobre como as informações classificadas foram manejadas no servidor de Clinton. A investigação foi concluída em 5 de julho de 2016, com uma recomendação de não acusação da democrata pelo Departamento de Justiça.

### Audiência sobre Bengazi
Em 22 de outubro de 2015, Clinton depôs novamente perante o Comitê "Bengazi" e respondeu à comissão por mais de oito horas de audiência pública. O jornal The New York Times publicou que "o longo dia de trocas entre os membros do comitê e sua 'proeminente' testemunha revelaram pouca informação sobre o episódio". A questão do uso indevido dos e-mails foi novamente levantada pelo líder do comitê republicano, Trey Gowdy e outros dois democratas, Adam Schiff e Elijah Cumings. Posteriormente, na audiência, o Representante Jim Jordan, de Ohio, acusou Clinton de modificar suas informações na conta eletrônica, levando a democrata a admitir seu "erro" na questão.